# Segunda Categoría de Los Ríos 2016
El Campeonato Provincial de Segunda Categoría de Los Ríos 2016 fue un torneo de fútbol en Ecuador en el cual compitieron equipos de la Provincia de Los Ríos. El torneo fue organizado por Asociación de Fútbol Profesional de Los Ríos (AFNALR) y avalado por la Federación Ecuatoriana de Fútbol. El torneo empezó el 3 de abril de 2016 y finalizó el 16 de julio de 2016. Participaron 15 clubes de fútbol y entregó 2 cupos al Zonal de Ascenso de la Segunda Categoría 2016 por el ascenso a la Serie B.

## Sistema de campeonato
El sistema determinado por la Asociación de Fútbol Profesional de Los Ríos fue el siguiente:
- Primera Etapa: Los 15 clubes se dividieron en 3 grupos de 5 clubes, jugaron todos contra todos, los dos clubes que terminaron primeros en cada grupo clasificaron a la liguilla final (hexagonal final).

- Liguilla Final: Los 6 clubes clasificados jugaron todos contra todos, el club que finalizó primero fue el campeón provincial, el que finalizó segundo fue vicecampeón; los dos clubes clasificaron a los Zonales de Ascenso, torneo organizado por la Federación Ecuatoriana de Fútbol.

## Equipos participantes
| Equipos participantes                                 | Equipos participantes | Equipos participantes                               |
| ----------------------------------------------------- | --------------------- | --------------------------------------------------- |
|                                                       |                       |                                                     |
| Equipo                                                | Ciudad                | Estadio                                             |
| Club Deportivo Corinthians                            | El Empalme            | Estadio de la Liga Deportiva Cantonal de El Empalme |
| Club Social y Deportivo Mocache                       | Mocache               | Estadio Municipal de Mocache                        |
| Club Social, Cultural y Deportivo El Guayacán         | San Carlos            | Estadio de la Liga Deportiva Cantonal de Buena Fe   |
| Club Deportivo Fiorentina                             | Vinces                | Estadio Municipal 14 de junio                       |
| Independiente Fútbol Club                             | Babahoyo              | Estadio Rafael Vera Yépez                           |
| Club Social, Cultural y Deportivo Jóvenes Deportistas | Quinsaloma            | Estadio del Colegio INSUTEC                         |
| Club Deportivo Montry                                 | Valencia              | Estadio Municipal de Valencia                       |
| Club Deportivo Nápoli                                 | Valencia              | Estadio Municipal de Valencia                       |
| Club Social, Cultural y Deportivo San Camilo          | Quevedo               | Estadio 7 de Octubre                                |
| Club Social, Cultural y Deportivo Patria              | Buena Fe              | Estadio de la Liga Deportiva Cantonal de Buena Fe   |
| Club Social Deportivo Río Babahoyo                    | Babahoyo              | Estadio Rafael Vera Yépez                           |
| River Fútbol Club                                     | Ventanas              | Estadio de la Liga Deportiva Cantonal de Ventanas   |
| Club Deportivo Quevedo                                | Quevedo               | Estadio 7 de Octubre                                |
| Club Deportivo y Social Santa Rita                    | Vinces                | Estadio El Sol                                      |
| Club Sport Venecia                                    | Babahoyo              | Estadio Rafael Vera Yépez                           |

## Equipos por cantón
| Cantón                                   | N.º | Equipos                                        |
| ---------------------------------------- | --- | ---------------------------------------------- |
| Archivo:Bandera de Babahoyo.svg Babahoyo | 3   | - Independiente F.C. - Río Babahoyo - Venecia  |
| Quevedo                                  | 3   | - Deportivo Quevedo - El Guayacán - San Camilo |
| Vinces                                   | 2   | - Fiorentina - Santa Rita                      |
| Valencia                                 | 2   | - Nápoli - Montry                              |
| Mocache                                  | 1   | - Deportivo Mocache                            |
| Quinsaloma                               | 1   | - Jóvenes Deportistas                          |
| Buena Fe                                 | 1   | - Patria                                       |
| Ventanas                                 | 1   | - River F.C.                                   |
| El Empalme                               | 1   | - Corinthians                                  |

## Primera fase

### Grupo 1

#### Clasificación
|  |    | Equipo              | PJ | PG | PE | PP | GF | GC | DG  | PTS |
|  | -- | ------------------- | -- | -- | -- | -- | -- | -- | --- | --- |
|  | 1. | Santa Rita          | 7  | 7  | 0  | 0  | 37 | 5  | +32 | 21  |
|  | 2. | Nápoli              | 7  | 4  | 1  | 2  | 15 | 10 | +5  | 13  |
|  | 3. | Jóvenes Deportistas | 7  | 2  | 1  | 4  | 13 | 14 | -1  | 7   |
|  | 4. | Deportivo Mocache   | 8  | 2  | 1  | 5  | 11 | 22 | -11 | 7   |
|  | 5. | Corinthians         | 7  | 1  | 1  | 5  | 14 | 39 | -25 | 4   |

|  | Clasificado al Hexagonal final. |

#### Evolución de la clasificación
| Equipo / Jornada    | 01 | 02 | 03 | 04 | 05 | 06 | 07 | 08 | 09 | 10 |
| ------------------- | -- | -- | -- | -- | -- | -- | -- | -- | -- | -- |
| Santa Rita          | 1  | 1  | 1  | 1  | 1  | 1  | 1  | 1  | 1  | 1  |
| Nápoli              | 2  | 3  | 2  | 2  | 2  | 2  | 2  | 2  | 2  | 2  |
| Jóvenes Deportistas | 4  | 5  | 5  | 5  | 4  | 4  | 4  | 4  | 3  | 3  |
| Deportivo Mocache   | 3  | 2  | 3  | 3  | 3  | 3  | 3  | 3  | 4  | 4  |
| Corinthians         | 5  | 4  | 4  | 4  | 5  | 5  | 5  | 5  | 5  | 5  |

#### Resultados
|  | Nápoli              | 3 - 1             | Corinthians       |                   | Municipal de Valencia | 10 de abril       | 15ː00             |
|  | Jóvenes Deportistas | 1 - 3             | Santa Rita        |                   | 7 de Octubre          | 10 de abril       | 10ː00             |
|  | Libre:              | Deportivo Mocache | Deportivo Mocache | Deportivo Mocache | Deportivo Mocache     | Deportivo Mocache | Deportivo Mocache |

|  | Santa Rita        | 2 - 1       | Nápoli              |             | El Sol               | 13 de abril | 15ː30       |
|  | Deportivo Mocache | 2 - 0       | Jóvenes Deportistas |             | Municipal de Mocache | 13 de abril | 15ː30       |
|  | Libre:            | Corinthians | Corinthians         | Corinthians | Corinthians          | Corinthians | Corinthians |

|  | Corinthians | 2 - 5               | Santa Rita          |                     | L.D.C. El Empalme     | 16 de abril         | 15:00               |
|  | Nápoli      | 3 - 1               | Deportivo Mocache   |                     | Municipal de Valencia | 16 de abril         | 16:00               |
|  | Libre:      | Jóvenes Deportistas | Jóvenes Deportistas | Jóvenes Deportistas | Jóvenes Deportistas   | Jóvenes Deportistas | Jóvenes Deportistas |

|  | Jóvenes Deportistas | 4 - 2  | Corinthians |        | 7 de Octubre         | 4 de mayo | 15:00  |
|  | Deportivo Mocache   | 0 - 2  | Santa Rita  |        | Municipal de Mocache | 4 de mayo | 15:30  |
|  | Libre:              | Nápoli | Nápoli      | Nápoli | Nápoli               | Nápoli    | Nápoli |

|  | Corinthians | 3 - 3      | Deportivo Mocache   |            | L.D.C. El Empalme     | 30 de abril | 15:00      |
|  | Nápoli      | 2 - 1      | Jóvenes Deportistas |            | Municipal de Valencia | 1 de mayo   | 15:00      |
|  | Libre:      | Santa Rita | Santa Rita          | Santa Rita | Santa Rita            | Santa Rita  | Santa Rita |

|  | Jóvenes Deportistas | 1 - 1      | Nápoli      |            | 7 de Octubre         | 7 de mayo  | 15ː00      |
|  | Deportivo Mocache   | 3 - 2      | Corinthians |            | Municipal de Mocache | 7 de mayo  | 15ː30      |
|  | Libre:              | Santa Rita | Santa Rita  | Santa Rita | Santa Rita           | Santa Rita | Santa Rita |

|  | Corinthians | 4 - 2  | Jóvenes Deportistas |        | L.D.C. de El Empalme | 11 de mayo | 15ː30  |
|  | Santa Rita  | 4 - 0  | Deportivo Mocache   |        | El Sol               | 11 de mayo | 15ː30  |
|  | Libre:      | Nápoli | Nápoli              | Nápoli | Nápoli               | Nápoli     | Nápoli |

|  | Santa Rita        | 19 - 0              | Corinthians         |                     | El Sol               | 14 de mayo          | 15:30               |
|  | Deportivo Mocache | 2 - 4               | Nápoli              |                     | Municipal de Mocache | 15 de mayo          | 15:00               |
|  | Libre:            | Jóvenes Deportistas | Jóvenes Deportistas | Jóvenes Deportistas | Jóvenes Deportistas  | Jóvenes Deportistas | Jóvenes Deportistas |

|  | Jóvenes Deportistas | 4 - 0       | Deportivo Mocache |             | 7 de Octubre          | 21 de mayo  | 15:00       |
|  | Nápoli              | 1 - 2       | Santa Rita        |             | Municipal de Valencia | 22 de mayo  | 15:00       |
|  | Libre:              | Corinthians | Corinthians       | Corinthians | Corinthians           | Corinthians | Corinthians |

|  | Santa Rita  | -                 | Jóvenes Deportistas |                   | No se programó    | No se programó    | No se programó    |
|  | Corinthians | -                 | Nápoli              |                   | No se programó    | No se programó    | No se programó    |
|  | Libre:      | Deportivo Mocache | Deportivo Mocache   | Deportivo Mocache | Deportivo Mocache | Deportivo Mocache | Deportivo Mocache |

### Grupo 2

#### Clasificación
|                                 |    | Equipo              | PJ | PG | PE | PP | GF | GC | DG  | PTS |
| ------------------------------- | -- | ------------------- | -- | -- | -- | -- | -- | -- | --- | --- |
|                                 | 1. | San Camilo          | 8  | 5  | 3  | 0  | 17 | 4  | +13 | 18  |
| Archivo:Bandera de Babahoyo.svg | 2. | Venecia             | 8  | 5  | 2  | 1  | 28 | 5  | +23 | 17  |
|                                 | 3. | Montry              | 7  | 3  | 2  | 2  | 10 | 13 | -3  | 11  |
| Archivo:Bandera de Babahoyo.svg | 4. | Río Babahoyo        | 7  | 2  | 1  | 4  | 9  | 15 | -6  | 7   |
| Archivo:Bandera de Babahoyo.svg | 5. | Independiente F. C. | 8  | 0  | 0  | 8  | 6  | 33 | -27 | 0   |

|  | Clasificado al Hexagonal final. |

#### Evolución de la clasificación
| Equipo / Jornada                                    | 01 | 02 | 03 | 04 | 05 | 06 | 07 | 08 | 09 | 10 |
| --------------------------------------------------- | -- | -- | -- | -- | -- | -- | -- | -- | -- | -- |
| San Camilo                                          | 3  | 3  | 1  | 1  | 1  | 1  | 1  | 1  | 2  | 1  |
| Archivo:Bandera de Babahoyo.svg Venecia             | 2  | 2  | 3  | 3  | 3  | 2  | 2  | 2  | 1  | 2  |
| Montry                                              | 1  | 1  | 2  | 2  | 2  | 3  | 3  | 3  | 3  | 3  |
| Archivo:Bandera de Babahoyo.svg Río Babahoyo        | 5  | 4  | 4  | 4  | 4  | 4  | 4  | 4  | 4  | 4  |
| Archivo:Bandera de Babahoyo.svg Independiente F. C. | 4  | 5  | 5  | 5  | 5  | 5  | 5  | 5  | 5  | 5  |

#### Resultados
| Archivo:Bandera de Babahoyo.svg | Venecia | 1 - 1                                         | San Camilo                                    |                                               | L.D.C de Baba                                 | 10 de abril                                   | 15ː00                                         |
|                                 | Montry  | 3 - 2                                         | Río Babahoyo                                  | Archivo:Bandera de Babahoyo.svg               | L.D.C de Buena Fe                             | 10 de abril                                   | 16ː00                                         |
|                                 | Libre:  | Archivo:Bandera de Babahoyo.svg Independiente | Archivo:Bandera de Babahoyo.svg Independiente | Archivo:Bandera de Babahoyo.svg Independiente | Archivo:Bandera de Babahoyo.svg Independiente | Archivo:Bandera de Babahoyo.svg Independiente | Archivo:Bandera de Babahoyo.svg Independiente |

| Archivo:Bandera de Babahoyo.svg | Independiente | 1 - 3      | Montry     |                                 | L.D.C de Baba | 13 de abril | 15ː30      |
| Archivo:Bandera de Babahoyo.svg | Río Babahoyo  | 0 - 0      | Venecia    | Archivo:Bandera de Babahoyo.svg | Mata de Cacao | 13 de abril | 15ː30      |
|                                 | Libre:        | San Camilo | San Camilo | San Camilo                      | San Camilo    | San Camilo  | San Camilo |

|                                 | San Camilo | 1 - 0  | Río Babahoyo  | Archivo:Bandera de Babahoyo.svg | Municipal de Mocache | 16 de abril | 13:00  |
| Archivo:Bandera de Babahoyo.svg | Venecia    | 3 - 0  | Independiente | Archivo:Bandera de Babahoyo.svg | L.D.C. Baba          | 17 de abril | 15:00  |
|                                 | Libre:     | Montry | Montry        | Montry                          | Montry               | Montry      | Montry |

| Archivo:Bandera de Babahoyo.svg | Independiente | 1 - 2                                   | Río Babahoyo                            | Archivo:Bandera de Babahoyo.svg         | L.D.C. Baba                             | 4 de mayo                               | 15:30                                   |
|                                 | Montry        | 1 - 1                                   | San Camilo                              |                                         | L.D.C. Buena Fe                         | 4 de mayo                               | 16:00                                   |
|                                 | Libre:        | Archivo:Bandera de Babahoyo.svg Venecia | Archivo:Bandera de Babahoyo.svg Venecia | Archivo:Bandera de Babahoyo.svg Venecia | Archivo:Bandera de Babahoyo.svg Venecia | Archivo:Bandera de Babahoyo.svg Venecia | Archivo:Bandera de Babahoyo.svg Venecia |

|                                 | San Camilo | 3 - 1                                        | Independiente                                | Archivo:Bandera de Babahoyo.svg              | Municipal de Mocache                         | 30 de abril                                  | 13:00                                        |
| Archivo:Bandera de Babahoyo.svg | Venecia    | 5 - 0                                        | Montry                                       |                                              | L.D.C. Baba                                  | 1 de mayo                                    | 15:00                                        |
|                                 | Libre:     | Archivo:Bandera de Babahoyo.svg Río Babahoyo | Archivo:Bandera de Babahoyo.svg Río Babahoyo | Archivo:Bandera de Babahoyo.svg Río Babahoyo | Archivo:Bandera de Babahoyo.svg Río Babahoyo | Archivo:Bandera de Babahoyo.svg Río Babahoyo | Archivo:Bandera de Babahoyo.svg Río Babahoyo |

|                                 | Montry        | 0 - 2                                        | Venecia                                      | Archivo:Bandera de Babahoyo.svg              | L.D.C. Buena Fe                              | 6 de mayo                                    | 15:00                                        |
| Archivo:Bandera de Babahoyo.svg | Independiente | 0 - 3                                        | San Camilo                                   |                                              | L.D.C. Baba                                  | 7 de mayo                                    | 15:00                                        |
|                                 | Libre:        | Archivo:Bandera de Babahoyo.svg Río Babahoyo | Archivo:Bandera de Babahoyo.svg Río Babahoyo | Archivo:Bandera de Babahoyo.svg Río Babahoyo | Archivo:Bandera de Babahoyo.svg Río Babahoyo | Archivo:Bandera de Babahoyo.svg Río Babahoyo | Archivo:Bandera de Babahoyo.svg Río Babahoyo |

| Archivo:Bandera de Babahoyo.svg | Río Babahoyo | 4 - 1                                   | Independiente                           | Archivo:Bandera de Babahoyo.svg         | Mata de Cacao                           | 11 de mayo                              | 15:00                                   |
|                                 | San Camilo   | 0 - 0                                   | Montry                                  |                                         | Municipal de Mocache                    | 11 de mayo                              | 15:30                                   |
|                                 | Libre:       | Archivo:Bandera de Babahoyo.svg Venecia | Archivo:Bandera de Babahoyo.svg Venecia | Archivo:Bandera de Babahoyo.svg Venecia | Archivo:Bandera de Babahoyo.svg Venecia | Archivo:Bandera de Babahoyo.svg Venecia | Archivo:Bandera de Babahoyo.svg Venecia |

| Archivo:Bandera de Babahoyo.svg | Río Babahoyo  | 0 - 5  | San Camilo |                                 | Mata de Cacao | 14 de mayo | 12:00  |
| Archivo:Bandera de Babahoyo.svg | Independiente | 0 - 12 | Venecia    | Archivo:Bandera de Babahoyo.svg | L.D.C. Baba   | 15 de mayo | 15:00  |
|                                 | Libre:        | Montry | Montry     | Montry                          | Montry        | Montry     | Montry |

|                                 | Montry  | 3 - 2      | Independiente | Archivo:Bandera de Babahoyo.svg | L.D.C. Buena Fe   | 21 de mayo | 16:00      |
| Archivo:Bandera de Babahoyo.svg | Venecia | 4 - 1      | Río Babahoyo  | Archivo:Bandera de Babahoyo.svg | Rafael Vera Yépez | 22 de mayo | 15:00      |
|                                 | Libre:  | San Camilo | San Camilo    | San Camilo                      | San Camilo        | San Camilo | San Camilo |

|                                 | San Camilo   | 3 - 1                                         | Venecia                                       | Archivo:Bandera de Babahoyo.svg               | Municipal de Mocache                          | 28 de mayo                                    | 16:00                                         |
| Archivo:Bandera de Babahoyo.svg | Río Babahoyo | -                                             | Montry                                        |                                               | No se programó                                | No se programó                                | No se programó                                |
|                                 | Libre:       | Archivo:Bandera de Babahoyo.svg Independiente | Archivo:Bandera de Babahoyo.svg Independiente | Archivo:Bandera de Babahoyo.svg Independiente | Archivo:Bandera de Babahoyo.svg Independiente | Archivo:Bandera de Babahoyo.svg Independiente | Archivo:Bandera de Babahoyo.svg Independiente |

### Grupo 3

#### Clasificación
|  |    | Equipo            | PJ | PG | PE | PP | GF | GC | DG  | PTS |
|  | -- | ----------------- | -- | -- | -- | -- | -- | -- | --- | --- |
|  | 1. | El Guayacán       | 8  | 6  | 1  | 1  | 24 | 3  | +21 | 19  |
|  | 2. | Deportivo Quevedo | 8  | 5  | 2  | 1  | 17 | 7  | +10 | 17  |
|  | 3. | Patria            | 8  | 5  | 1  | 2  | 17 | 10 | +7  | 16  |
|  | 4. | River F. C.       | 7  | 0  | 1  | 6  | 7  | 25 | -18 | 1   |
|  | 5. | Fiorentina        | 7  | 0  | 1  | 6  | 2  | 22 | -20 | 1   |

|  | Clasificado al Hexagonal final. |

#### Evolución de la clasificación
| Equipo / Jornada  | 01 | 02 | 03 | 04 | 05 | 06 | 07 | 08 | 09 | 10 |
| ----------------- | -- | -- | -- | -- | -- | -- | -- | -- | -- | -- |
| El Guayacán       | 4  | 2  | 2  | 2  | 1  | 2  | 1  | 1  | 1  | 1  |
| Deportivo Quevedo | 1  | 1  | 1  | 1  | 2  | 1  | 2  | 3  | 2  | 2  |
| Patria            | 5  | 5  | 3  | 3  | 3  | 3  | 3  | 2  | 3  | 3  |
| River F. C.       | 2  | 3  | 4  | 4  | 4  | 4  | 4  | 4  | 4  | 4  |
| Fiorentina        | 3  | 4  | 5  | 5  | 5  | 5  | 5  | 5  | 5  | 5  |

#### Resultados
|  | Deportivo Quevedo | 1 - 0       | Patria      |             | 7 de Octubre       | 10 de abril | 16ː00       |
|  | River             | 0 - 0       | Fiorentina  |             | L.D.C. de Ventanas | 10 de abril | 16ː00       |
|  | Libre:            | El Guayacán | El Guayacán | El Guayacán | El Guayacán        | El Guayacán | El Guayacán |

|  | Fiorentina  | 0 - 2  | Deportivo Quevedo |        | 14 de junio        | 13 de abril | 15ː30  |
|  | El Guayacán | 2 - 1  | River             |        | L.D.C. de Ventanas | 13 de abril | 16ː00  |
|  | Libre:      | Patria | Patria            | Patria | Patria             | Patria      | Patria |

|  | Patria            | 3 - 0 | Fiorentina  |       | L.D.C. Buena Fe | 16 de abril | 15:00 |
|  | Deportivo Quevedo | 0 - 2 | El Guayacán |       | 7 de Octubre    | 17 de abril | 16:00 |
|  | Libre:            | River | River       | River | River           | River       | River |

|  | River       | 1 - 3             | Patria            |                   | L.D.C. Ventanas   | 4 de mayo         | 16:00             |
|  | El Guayacán | 4 - 0             | Fiorentina        |                   | L.D.C. Ventanas   | 5 de mayo         | 16:00             |
|  | Libre:      | Deportivo Quevedo | Deportivo Quevedo | Deportivo Quevedo | Deportivo Quevedo | Deportivo Quevedo | Deportivo Quevedo |

|  | Patria            | 1 - 4      | El Guayacán |            | L.D.C. Buena Fe | 30 de abril | 15:00      |
|  | Deportivo Quevedo | 5 - 1      | River       |            | 7 de Octubre    | 30 de abril | 16:00      |
|  | Libre:            | Fiorentina | Fiorentina  | Fiorentina | Fiorentina      | Fiorentina  | Fiorentina |

|  | River       | 1 - 2      | Deportivo Quevedo |            | L.D.C. Ventanas | 7 de mayo  | 16:00      |
|  | El Guayacán | 0 - 1      | Patria            |            | L.D.C. Ventanas | 8 de mayo  | 16:00      |
|  | Libre:      | Fiorentina | Fiorentina        | Fiorentina | Fiorentina      | Fiorentina | Fiorentina |

|  | Fiorentina | 0 - 7             | El Guayacán       |                   | 14 de junio       | 11 de mayo        | 15:30             |
|  | Patria     | 5 - 1             | River             |                   | L.D.C. Buena Fe   | 11 de mayo        | 16:00             |
|  | Libre:     | Deportivo Quevedo | Deportivo Quevedo | Deportivo Quevedo | Deportivo Quevedo | Deportivo Quevedo | Deportivo Quevedo |

|  | Fiorentina  | 2 - 3 | Patria            |       | 14 de junio     | 14 de mayo | 15:00 |
|  | El Guayacán | 0 - 0 | Deportivo Quevedo |       | L.D.C. Ventanas | 14 de mayo | 16:00 |
|  | Libre:      | River | River             | River | River           | River      | River |

|  | Deportivo Quevedo | 3 - 0  | Fiorentina  |        | 7 de Octubre    | 22 de mayo | 16:00  |
|  | River             | 0 - 5  | El Guayacán |        | L.D.C. Ventanas | 22 de mayo | 16:00  |
|  | Libre:            | Patria | Patria      | Patria | Patria          | Patria     | Patria |

|  | Patria     | 1 - 1       | Deportivo Quevedo |             | L.D.C. de Buena Fe | 29 de mayo     | 16:00          |
|  | Fiorentina | -           | River             |             | No se programó     | No se programó | No se programó |
|  | Libre:     | El Guayacán | El Guayacán       | El Guayacán | El Guayacán        | El Guayacán    | El Guayacán    |

## Hexagonal final

### Clasificación
|                                 |    | Equipo            | PJ | PG | PE | PP | GF | GC | DG  | PTS |
| ------------------------------- | -- | ----------------- | -- | -- | -- | -- | -- | -- | --- | --- |
|                                 | 1. | Santa Rita        | 10 | 6  | 2  | 2  | 17 | 6  | +11 | 20  |
|                                 | 2. | El Guayacán       | 9  | 6  | 0  | 3  | 13 | 5  | +8  | 18  |
|                                 | 3. | Deportivo Quevedo | 10 | 5  | 2  | 3  | 12 | 7  | +5  | 17  |
| Archivo:Bandera de Babahoyo.svg | 4. | Venecia           | 9  | 4  | 2  | 3  | 7  | 6  | +1  | 14  |
|                                 | 5. | San Camilo        | 9  | 2  | 2  | 5  | 6  | 16 | -10 | 8   |
|                                 | 6. | Nápoli            | 9  | 0  | 2  | 7  | 2  | 17 | -15 | 2   |

|  | Campeón y clasificado a los zonales de Segunda Categoría 2016.     |
|  | Vicecampeón y clasificado a los zonales de Segunda Categoría 2016. |

### Evolución de la clasificación
| Equipo / Jornada                        | 01 | 02 | 03 | 04 | 05 | 06 | 07 | 08 | 09 | 10 |
| --------------------------------------- | -- | -- | -- | -- | -- | -- | -- | -- | -- | -- |
| Santa Rita                              | 5  | 6  | 5  | 5  | 2  | 3  | 2  | 1  | 1  | 1  |
| El Guayacán                             | 6  | 3  | 4  | 4  | 3  | 1  | 1  | 2  | 2  | 2  |
| Deportivo Quevedo                       | 2  | 1  | 2  | 3  | 4  | 2  | 4  | 4  | 3  | 3  |
| Archivo:Bandera de Babahoyo.svg Venecia | 1  | 2  | 1  | 1  | 1  | 4  | 3  | 3  | 4  | 4  |
| San Camilo                              | 3  | 4  | 3  | 2  | 5  | 5  | 5  | 5  | 5  | 5  |
| Nápoli                                  | 4  | 5  | 6  | 6  | 6  | 6  | 6  | 6  | 6  | 6  |

### Resultados
|                                 | San Camilo        | 1 - 1 | Nápoli      |  | Municipal de Mocache | 4 de junio | 16:00 |
| Archivo:Bandera de Babahoyo.svg | Venecia           | 1 - 0 | El Guayacán |  | Rafael Vera Yépez    | 5 de junio | 15:00 |
|                                 | Deportivo Quevedo | 1 - 0 | Santa Rita  |  | 7 de Octubre         | 5 de junio | 16:00 |

|  | Santa Rita  | 0 - 2 | Venecia           | Archivo:Bandera de Babahoyo.svg | El Sol                | 11 de junio | 15:30 |
|  | Nápoli      | 0 - 3 | Deportivo Quevedo |                                 | Municipal de Valencia | 12 de junio | 15:00 |
|  | El Guayacán | 1 - 0 | San Camilo        |                                 | L.D.C. Ventanas       | 12 de junio | 16:00 |

| Archivo:Bandera de Babahoyo.svg | Venecia           | 2 - 0 | Nápoli     |  | Rafael Vera Yépez | 15 de junio | 16:00 |
|                                 | El Guayacán       | 0 - 1 | Santa Rita |  | L.D.C. Ventanas   | 15 de junio | 16:00 |
|                                 | Deportivo Quevedo | 1 - 2 | San Camilo |  | 7 de Octubre      | 15 de junio | 16:00 |

|  | Nápoli            | 0 - 1 | Santa Rita  |                                 | Municipal de Valencia | 18 de junio | 16:00 |
|  | Deportivo Quevedo | 1 - 2 | El Guayacán |                                 | 7 de Octubre          | 18 de junio | 16:00 |
|  | San Camilo        | 2 - 1 | Venecia     | Archivo:Bandera de Babahoyo.svg | Municipal de Mocache  | 18 de junio | 16:00 |

|                                 | Santa Rita  | 5 - 0 | San Camilo        |  | El Sol            | 25 de junio | 15:30 |
| Archivo:Bandera de Babahoyo.svg | Venecia     | 0 - 0 | Deportivo Quevedo |  | Rafael Vera Yépez | 26 de junio | 15:00 |
|                                 | El Guayacán | 3 - 1 | Nápoli            |  | L.D.C. Ventanas   | 26 de junio | 16:00 |

|  | San Camilo        | 1 - 1 | Santa Rita  |                                 | Municipal de Mocache  | 2 de julio | 10:00 |
|  | Deportivo Quevedo | 2 - 0 | Venecia     | Archivo:Bandera de Babahoyo.svg | 7 de Octubre          | 2 de julio | 16:00 |
|  | Nápoli            | 0 - 2 | El Guayacán |                                 | Municipal de Valencia | 3 de julio | 15:00 |

|                                 | Santa Rita  | 4 - 0 | Nápoli            |  | El Sol            | 6 de julio | 15:00 |
|                                 | El Guayacán | 1 - 0 | Deportivo Quevedo |  | L.D.C. Ventanas   | 6 de julio | 16:00 |
| Archivo:Bandera de Babahoyo.svg | Venecia     | 1 - 0 | San Camilo        |  | Rafael Vera Yépez | 6 de julio | 16:00 |

|  | Santa Rita | 1 - 0 | El Guayacán       |                                 | El Sol                | 9 de julio | 15:30 |
|  | Nápoli     | 0 - 0 | Venecia           | Archivo:Bandera de Babahoyo.svg | Municipal de Valencia | 9 de julio | 16:00 |
|  | San Camilo | 0 - 1 | Deportivo Quevedo |                                 | Municipal de Mocache  | 9 de julio | 16:00 |

| Archivo:Bandera de Babahoyo.svg | Venecia           | 0 - 2 | Santa Rita  |  | Rafael Vera Yépez    | 13 de julio | 16:00 |
|                                 | Deportivo Quevedo | 1 - 0 | Nápoli      |  | 7 de Octubre         | 13 de julio | 16:00 |
|                                 | San Camilo        | 0 - 4 | El Guayacán |  | Municipal de Mocache | 13 de julio | 16:00 |

|  | El Guayacán | Susp. | Venecia           | Archivo:Bandera de Babahoyo.svg | L.D.C. Ventanas | 16 de julio    | 15:00          |
|  | Santa Rita  | 2 - 2 | Deportivo Quevedo |                                 | El Sol          | 16 de julio    | 15:00          |
|  | Nápoli      | -     | San Camilo        |                                 | No se programó  | No se programó | No se programó |

## Campeón
| |
| Club Deportivo y Social Santa Rita 6.° Título Clasifica a los zonales de la Segunda Categoría 2016 - También clasifica Club Social, Cultural y Deportivo El Guayacán como Vicecampeón. |